# Raymond Lygo
Sir Raymond „Ray“ Derek Lygo KCB (* 15. März 1924 in Ilford, Essex; † 7. März 2012 in Portugal) war ein britischer Admiral der Royal Navy und Wirtschaftsmanager, der Vize-Chef des Marinestabes (Naval Staff) sowie Chief Executive Officer (CEO) von British Aerospace war, und als solcher eine maßgebliche Rolle während der sogenannten Westland-Affäre spielte.

## Leben

### Laufbahn in der Royal Navy

#### Marineflieger und Kommandant der HMS Ark Royal
Lygo, Sohn eines Schriftsetzers im Londoner Zeitungsviertel in der Fleet Street, verließ die Schule 1938 im Alter von vierzehn Jahren und wurde Bürobote bei The Times, ehe er 1942 als Airman Second Class in die Royal Navy aufgenommen wurde, und seine militärische Ausbildung in Kanada absolvierte.
Nach Beendigung der Pilotenausbildung war er während des Zweiten Weltkrieges Pilot an Bord des Flugzeugträgers Indefatigable und nahm an Geleitzügen nach Nordrussland, sowie an den Angriffsflügen auf das Schlachtschiff Tirpitz teil, die das Schiff am 12. November 1944 zum Kentern brachten. Zuletzt fand er Verwendung bei Kampfeinsätzen im Fernen Osten.
Nach dem Ende des Zweiten Weltkrieges war er zunächst Ausbilder in der Royal Navy, ehe er zwischen 1949 und 1951 zum Ausbau seiner fliegerischen Kenntnisse erste Strahlflugzeuge der US Navy flog. Danach war er Kommandeur des ersten Geschwaders der Royal Navy zur Ausbildung von Piloten auf Strahlflugzeugen, das auch als erstes Geschwader auf dem 1955 in Dienst genommenen Flugzeugträger Ark Royal zum Einsatz kam.
1956 wurde er Kommandant der Lowestoft sowie anschließend stellvertretender Direktor für Marineluftkriegsführung im Stab der Royal Navy. Diese erste Erfahrung im Verteidigungsministerium fand zu einer Zeit statt, als es zu einem Disput zwischen der Navy und der Royal Air Force (RAF) über die Zukunft von Starrflüglerflugzeugen in der Marine kam. Dabei nutzte er zur Unterstützung seiner Position auch seine Beziehungen zu Chapman Pincher, dem einflussreichen verteidigungspolitischen Korrespondenten der Tageszeitung Daily Express.
1965 wurde er Kommandant der Juno, einer neu in Dienst gestellten Fregatte der Leander-Klasse. Während seiner 1969 begonnenen Dienstzeit als Kommandant des Flugzeugträgers Ark Royal kam es 1970 während einer Nachtübung mit einer NATO-Flotte im Mittelmeer zu einer Kollision mit einem Zerstörer der Kotlin-Klasse der Sowjetischen Marine, der den Flugzeugträger beschattete. Bei der Kollision erlitt die Ark Royal nur leichte Schäden.

#### Admiral und Vice Chief of Naval Staff
Im Anschluss wurde Lygo zum Konteradmiral befördert und trug als solcher zunächst die Verantwortung für Flugzeugträger und amphibische Angriffsschiffe, ehe er danach Direktor der Royal Navy für Marinepersonal und Ausbildung war.
Während seiner darauf folgenden Verwendung als Vizechef des Marinestabes nahm er 1975 eine unbeholfene Verantwortung während des sogenannten Dritten Kabeljaukrieges zwischen Großbritannien und Island ein, als sich die Fregatten der Navy nicht gewinnbare Duelle in Manövern mit den flinkeren isländischen Kanonenbooten lieferten, bei denen Lygo erleichtert feststellen konnte, dass niemand ums Leben kam.
1977 wurde er zum Knight Commander des Order of the Bath geschlagen und führte fortan den Namenszusatz Sir. Nach einer kurzen letzten Verwendung als kommissarischer Erster Seelord, trat er 1978 in den Ruhestand.

### Tätigkeiten in der Privatwirtschaft

#### Aufstieg zum CEO von British Aerospace
Nach seinem Ausscheiden aus dem aktiven Militärdienst wechselte er 1978 in die Privatwirtschaft und wurde Direktor der Dynamics-Gruppe von British Aerospace, die Lenkflugkörper herstellte, und energisch daran arbeitete, eine dysfunktionale Organisation zu entwickeln. Dabei wurden Mitarbeiter aus der Marine angeworben, um die Organisationsstruktur für die für 1981 vorgesehene Privatisierung zu schärfen.
Wegen seines Erfolgs wurde er nach der Privatisierung zunächst Vorstandsvorsitzender und Chief Executive Officer (CEO) der Dynamics-Gruppe, ehe er 1983 Geschäftsführender Direktor und schließlich 1986 CEO von British Aerospace wurde. In dieser Funktion arbeitete er insbesondere mit Austin Pearce, dem Vorstandsvorsitzenden des Unternehmens zusammen. Zu seinen größten Verdiensten gehörte die Sicherung staatlicher Hilfen für den Start des Airbus A 320 Dank der guten Beziehungen zu Industrie- und Handelsminister Norman Tebbit, der ebenfalls früher Pilot war. Er war verärgert über die frühere Praxis von British Aerospace, die nach dem alten Kosten-Plus-System doppelte oder dreifache Zahlungen an das Verteidigungsministerium aufgrund geänderter Spezifikationen , und forderte daher preislich verbindliche Verträge.

#### Die Westland Aircraft-Affäre
Ende 1986 wurde er jedoch durch die Aktionen von Sir John Cuckney in der Affäre um Westland Aircraft überrascht. Cuckney, ein früherer Mitarbeiter des Secret Intelligence Service (MI6), wurde mit der Unterstützung von Premierministerin Margaret Thatcher zum Vorstandsvorsitzenden von Westland Aircraft berufen, Großbritanniens einzigem Hersteller von Hubschraubern, der vor der Insolvenz stand. Die von Cuckney bevorzugte Lösung war der Verkauf des Unternehmens an die in den USA ansässige Sikorsky Aircraft Corporation.
Verteidigungsminister Michael Heseltine, alarmiert durch den möglichen Verlust europäischer Fabrikationskapazitäten, vermittelte eine alternative europäische Lösung, der sich Aerospace unter Lygos Führung anschloss. Sikorsky setzte sein Anwerben fort, mit der Folge, dass in Politik und Medien auf beiden Seiten darum gerungen wurde, auf einer Aktionärshauptversammlung die notwendigen Stimmmehrheiten zu erhalten.
Lygo wurde daraufhin Anti-Amerikanismus vorgeworfen. Während eines Gesprächs mit Industrieminister Leon Brittan, bei dem Lygo auf seine Beziehungen zu den USA aufgrund seiner Ehe mit einer US-Amerikanerin, aber auch auf seine Militärdienstzeit in den USA hinwies, führte Brittan aus, dass die Beteiligung von British Aerospace deren Interessen in den USA nicht förderlich seien, und dass das Unternehmen Abstand von seinen Plänen nehmen sollte. Lygo war über den Standpunkt des Ministers erbost, so dass Cuckney mit Hilfe von nicht näher bekannten Aktionärsgruppen mit seinen Plänen zum Verkauf an die Sikorsky Aircraft Corporation erfolgreich war.
Lygo fand später eine gewisse Befriedigung darin, dass Brittan als Minister zurücktreten musste, als bekannt wurde, dass er ein kritisches Dossier über Michael Heseltine der Presse zugespielt hatte, der in der Sache eine andere Strategie verfolgte.
In der Folgezeit war er 1988 am Kauf des Autoherstellers Rover maßgeblich beteiligt, wobei diese Transaktion bereits von dem zukünftigen Vorstandsvorsitzenden Roland Smith betreut wurde.

#### Vorstandsvorsitzender von TNT Express
Nach seinem Ausscheiden bei British Aerospace 1989 wurde Lygo 1992 Vorstandsvorsitzender des Zustellunternehmens TNT Express. Daneben engagierte er sich in der Bildungsstiftung des britischen Unternehmerverbandes Confederation of British Industry sowie in der Denkfabrik The Work Foundation.
Lygo, der 1991 einen Untersuchungsbericht über das Management in britischen Justizvollzugsanstalten verfasste, setzte sich außerdem für Spendensammlungen für die Organisation der Taubblinden (National Deafblind) sowie die Rubella Association ein.
2002 veröffentlichte er seine Autobiografie Collision Course.